# Lignol-le-Château
Lignol-le-Château è un comune francese di 209 abitanti situato nel dipartimento dell'Aube nella regione del Grande Est.

## Società

### Evoluzione demografica
Abitanti censiti